# 普羅洛布諾湖
55°50′49″N 29°23′34″E / 55.84694°N 29.39278°E
普羅洛布諾湖（俄羅斯語：Пролобно），是東歐的湖泊，位於俄羅斯和白俄羅斯，處於普斯科夫州和維捷布斯克州，面積0.87平方公里，集水區面積70平方公里，平均水深5米，最大水深8米。